# باکلان‌های سیاه
باکلان‌های سیاه (نام علمی: Phalacrocorax) یک سرده از پرندگان ماهی‌خوار در خانواده باکلانان است. اعضای این سرده به عنوان باکلان‌های جهان قدیم شناخته‌شده هستند.
در گذشته، بسیاری از گونه‌های باکلان در این سرده جای می‌گرفتند، اما بیشتر اینها در سرده‌های مختلف جدا شدند. یک مطالعه در سال ۲۰۱۴ دریافت که این سرده با سردهٔ «باکلان‌های سفید» کلاد خواهری هستند که حدود ۸٫۹ تا ۱۰٫۳ میلیون سال پیش از یکدیگر تفکیک شدند.